# امانوئل ۵
امانوئل ۵ (انگلیسی: Emmanuelle 5) فیلمی در ژانر پورنوگرافی و شهوانی است که در سال ۹۲ منتشر شد. از بازیگران آن می‌توان به مونیک گابریل اشاره کرد.